# IC 3441
IC 3441 ist eine verschmelzende linsenförmige Galaxie vom Hubble-Typ S0 pec im Sternbild Haar der Berenike am Nordsternhimmel. Sie ist schätzungsweise 877 Millionen Lichtjahre von der Milchstraße entfernt.
Das Objekt wurde am 23. März 1903 vom deutschen Astronomen Max Wolf entdeckt.